# Le Lièvre et la Tortue (film, 1935)
Pour les articles homonymes, voir Le Lièvre et la Tortue.
Pour plus de détails, voir Fiche technique et Distribution.
Le Lièvre et la Tortue (The Tortoise and the Hare) est un court métrage d'animation américain de la série des Silly Symphonies réalisé par Wilfred Jackson, produit par Walt Disney, pour United Artists, sorti le 5 janvier 1935. Le film se base sur la fable Le Lièvre et la Tortue de Jean de La Fontaine.

## Synopsis
Les animaux se rassemblent pour assister à la course entre le lièvre Max Hare et la tortue Toby Tortoise. Le lièvre profite de sa vitesse naturelle pour devancer la tortue. En chemin, il ne résiste pas à s'arrêter devant l'école de Miss Cottonmail pour faire la cour à deux pupilles et ainsi qu'une démonstration de ses aptitudes. Après des exercices de baseball et de tennis en solitaire, et ayant oublié sa course contre la tortue, il découvre à la dernière minute que Toby est proche de la ligne d'arrivée. Ce dernier acclamé par la foule, gagne la course.

## Fiche technique
- Titre original : The Tortoise and the Hare
- Autres Titres [1]:
  -  Allemagne : Die Schildkröte und der Hase
  -  Danemark : Skildpadden og haren
  -  France : Le Lièvre et la Tortue
  -  Italie : La Lepre e la tartaruga
  -  Suède : Haren och sköldpaddan, Sköldpaddan och haren
- Série : Silly Symphonies
- Réalisateur : Wilfred Jackson
- Scénario[2] : Bill Cottrell, Larry Clemmons[1]
- Animateurs[2] : Louie Schmitt, Dick Lundy, Milt Schaffer, Frenchy de Trémaudan, Hamilton Luske assisté de Ward Kimball, Eric Larson, Les Clark, Dick Huemer
  - Conception des personnages : Joe Grant (Toby Tortoise)
- Producteur : Walt Disney
- Société de production : Walt Disney Productions
- Distributeur : United Artists
- Date de sortie : 5 janvier 1935[1],[3]
- Autres Dates[2] :
  - Annoncée : 5 janvier 1935
  - Dépôt de copyright : 15 janvier 1935
  - Première à Los Angeles : 31 décembre au 9 janvier 1935 au Grauman's Chinese Theatre et au Loew's State en première partie de Kid Millions de Roy Del Ruth
  - Première à New York : 10 au 16 janvier 1935 au Radio City Music Hall en première partie de Evergreen de Victor Saville
- Format d'image : Couleur (Technicolor[1])
- Son : Mono (RCA Sound System[1])
- Musique [2]: Frank Churchill
  - Musique originale : Slow But Sure, mais les paroles de Larry Morey ne furent pas utilisée dans le court métrage
- Durée : 8 min 36 s
- Langue : (en)
- Pays :  États-Unis

## Distribution

### Version originale
- Eddie Holden : voix de Toby Tortoise (Toby la tortue)
- Ned Norton : voix de Max Hare
- Pinto Colvig : voix de l'annonceur
- Alice Ardell : voix de la fille de Miss Cottonmail
- Marcellite Garner : voix de la fille de Miss Cottonmail

### Version française

#### 1erdoublage (1969)
- Roger Carel : Max Hare
- Henry Djanik : Toby Tortoise

#### 2edoublage (2002)
- Michel Vocoret : Toby Tortoise
- Jean-Claude Donda : Max Hare, l'arbitre
- Régine Teyssot : Une lapine

## Distinction
- Oscar du meilleur court-métrage d'animation lors de la 5e cérémonie des Oscars en 1934

## Commentaires
En raison de sa sortie le 31 décembre 1934 à Los Angeles, le film est parfois indiqué comme sorti en 1934.
En tant qu'assistant d'Hamilton Luske, Ward Kimball est reconnu comme le premier animateur de Disney à avoir utilisé les "lignes de vitesse" lors de l'animation du personnage de Max Hare.
Ce film a donné lien à une suite Le Retour de Toby la tortue (1936). Une version plus éducative a été intitulée Aesop's Hare and the Tortoise. En raison de sa récompense aux Oscars, ce court métrage a été diffusé avec quatre autres Silly Symphonies dans la compilation Academy Award Review of Walt Disney Cartoons, sortie le 19 mai 1937.
D'après Russel Merritt and J. B. Kaufman, la séquence de la démonstration de Tennis par Max Hare réalisée par Hamilton Luske a été réutilisée dans le court métrage de Donald Duck, Champion de hockey (1939).